# 熱普溪脂鯉
熱普溪脂鯉，為輻鰭魚綱脂鯉目脂鯉亞目頂器脂鯉科的其一種，分布於南美洲巴西東南部沿岸淡水流域，體長可達5.5公分，棲息在底中層水域，生活習性不明。